# Flaga Rembertowa
Flaga dzielnicy Rembertów – flaga przyjęta jako symbol warszawskiej gminy Rembertów. Ma kształt prostokąta o proporcjach 2:3 i składa się z dwóch pasów równej szerokości i długości w barwach czerwonej u góry i żółtej u dołu. Od skraju czoła flagi dwa kwadraty, żółty u góry, czerwony u dołu. Barwy flagi nawiązują do flagi Warszawy i herbu Rembertowa.
Symbolika.
Barwa żółta - mazowieckie piaski; barwa czerwona - krew przelana na terenie Rembertowa.
Flaga przyjęta została w 1996 roku.